# Alto de El Angliru

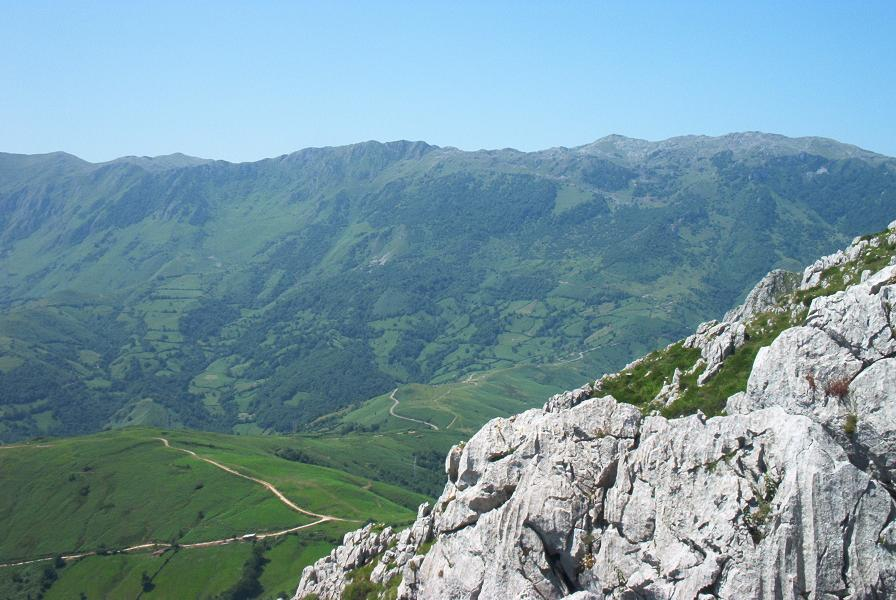
Pohled na Angliru z vrcholu Monsacro.

Alto de El Angliru (zvaný také: La Gamonal) je příkrá silnice v Asturii, poblíž La Vega-Riosa, v severním Španělsku. Je to jedno z nejnáročnějších stoupání v profesionálních silničních cyklistických závodech, občas zařazované jako součást závodu Vuelta a España.

## Detaily stoupání
Silnice končí v nadmořské výšce 1570 m. Celkové převýšení je 1248 metrů. Stoupání je dlouhé 12.55 km, s průměrným sklonem 9.9%, a patří mezi nejnáročnější zkoušku fyzických a psychických sil cyklistů.
Prvních 5 km je průměrný sklon stoupání 7.6%, což ještě není příliš obtížné pro profesionální cyklisty. Až druhá polovina stoupání je extrémně náročná. Posledních šest kilometrů před cílem má průměrný sklon 13.1%. Nejstrmější úsek se nazývá Cueña les Cabres a má sklon 23.6% a leží 3 km před cílem. Stoupání je obtížné díky dvěma strmým úseků se sklonem 18 až 21%.

## Vuelta a España
| Rok  | Jezdec                   |
| ---- | ------------------------ |
| 1999 | José Maria Jiménez (Šp.) |
| 2000 | Gilberto Simoni (It.)    |
| 2002 | Roberto Heras (Šp.)      |
| 2008 | Alberto Contador (Šp.)   |
| 2011 | Juan José Cobo (Šp.)     |
| 2013 | Kenny Elissonde (Fr.)    |
| 2017 | Alberto Contador (Šp.)   |
| 2020 | Hugh Carty (Br.)         |

Organizátoři závodu Vuelta a España považují toto stoupání jako obdobu podobných úseku při závodě Tour de France, například Alpe d'Huez nebo Mont Ventoux.